# Filemón Posse
Filemón Posse (San Miguel de Tucumán, 1831 - Buenos Aires, 1893) fue un abogado y político argentino, que ejerció como funcionario judicial y gubernamental en varias provincias, como diputado nacional y como Ministro de Justicia e Instrucción Pública de su país.

## Biografía
Instalado en Buenos Aires poco después de la Batalla de Caseros, en 1852, trabajó como empleado del abogado Marcelino Ugarte. En 1856 fue diputado por su provincia natal en el Congreso de la Confederación Argentina, instalado en Paraná. Después se instaló en Córdoba, donde fue funcionario del gobierno provincial y enseñó leyes y filosofía en la Universidad.
Radicado en Córdoba, fue varias veces diputado provincial, ministro de hacienda y de gobierno, y miembro del Superior Tribunal de Justicia de la provincia. Durante una estadía en su provincia natal, Tucumán, fue también miembro del Superior Tribunal de Justicia de esa provincia. Más tarde fue Juez Federal en la Provincia de Catamarca e interventor federal de la provincia de Santiago del Estero.
De regreso en Córdoba fue miembro del Consejo Superior de la Universidad, decano de la Facultad de Humanidades y director del Colegio Nacional de Monserrat, para después ser elegido rector de la Universidad entre 1876 y 1881. Fue también miembro de la Convención Constituyente provincial y presidente de la Academia de Jurisprudencia de esa provincia.
En 1884 fue diputado nacional por la provincia de Córdoba, donde tuvo una actuación destacada defendiendo el proyecto oficial de matrimonio civil.
En 1886 fue nombrado ministro de Justicia e Instrucción Pública por el presidente Miguel Juárez Celman, cargo que ejerció hasta el inicio de la crisis de 1890. Durante su mandato fue el responsable de la aprobación del primer Código Penal argentino que entraría en vigor en marzo de 1887. Asimismo se esforzó por extender la educación en todos los niveles, alcanzándose un crecimiento notable en la educación preescolar. Pese a ser un liberal y un anticlerical decidido, apoyó las misiones religiosas entre los indígenas.
Su tarea como reorganizador del sistema jurídico nacional fue extensa, destacándose la Ley 1.893, que organizaba los tribunales de la Capital Federal y creaba el Registro de la Propiedad; fue uno de los autores de la ley de jubilaciones de maestros de escuela de la Capital Federal y de los Territorios Nacionales; promulgó el Código de Minería de la Nación; promovió la reforma del Código Civil; y promulgó el Código de Procedimientos Penales de la Capital, Ley 2.372. También aceleró el tratamiento de la Ley de Matrimonio Civil, que no había logrado sancionarse durante la presidencia anterior, pese al esfuerzo de su antecesor en el ministerio, Eduardo Wilde.
En 1892 fue nombrado presidente de la Cámara Nacional de Apelaciones en lo Criminal. Ejercía ese cargo cuando falleció, al año siguiente, en Buenos Aires.